# Nahrungsmittelallergie
Die Nahrungsmittelallergie oder Lebensmittelallergie ist eine besondere Form der Nahrungsmittelunverträglichkeit. Sie ist gekennzeichnet durch eine spezifische Überempfindlichkeit (Allergie) gegen bestimmte Stoffe, die in der Nahrung enthalten sind und mit ihr aufgenommen werden.
Es werden primäre und sekundäre Nahrungsmittelallergien unterschieden. Viele Nahrungsmittelallergien im Jugend- und Erwachsenenalter sind sekundäre Nahrungsmittelallergien infolge von Kreuzallergien.
Zu unterscheiden sind Nahrungsmittelallergien von Intoxikationen und abnormen Reaktionen, die nicht immunologischer Natur sind, so genannte Intoleranzreaktionen wie Pseudoallergien oder Enzymopathien.

## Nahrungsmittelallergien im Säuglings- und Kleinkindalter
Besonders Säuglinge und Kleinkinder mit Nahrungsmittelallergien können unter heftigem Erbrechen und Durchfällen leiden, was in weiterer Folge auch die normale Entwicklung (Größenwachstum, Gewichtszunahme) beeinträchtigen kann. Typische Nahrungsmittelallergien im Säuglings- und Kleinkindalter sind Allergien gegen Milch, Eier, Fleisch, Fisch, Nüsse und in zunehmendem Ausmaß Soja. Bei starken Sensibilisierungen kommt es auch zu allergischen Reaktionen auf die Muttermilch, die alle Allergene derjenigen Nahrungsmittel enthalten kann, welche die Mutter zu sich nimmt.
Laut einer Studie werden Nahrungsmittelallergene wie beispielsweise Milchbestandteile, Haselnüsse, Meeresfrüchte, Ovalbumin oder Fischallergene in vitro durch Simulierung der sauren Magenverdauung mit Pepsin innerhalb von wenigen Minuten komplett verdaut, bei pH-Wert-Anhebung allerdings nicht. Daraus folgerten die Forscherinnen, dass Nahrungsmittelallergieprobleme mit einem erhöhten pH-Milieu des Magens in Zusammenhang stehen könnten. Säuglinge hätten erst am Ende des zweiten Lebensjahres Magensäurewerte wie Erwachsene. Auch Personen mit verminderter Magensäuresekretion oder nach Einnahme von Antazida, Sucralfat, H2-Rezeptor-Blockern oder Protonenpumpeninhibitoren haben erhöhte pH-Werte im Magen.
Die optimale Ernährung für Neugeborene ist das ausschließliche Stillen während mindestens der ersten vier Lebensmonate, wobei zu beachten ist, dass Kuhmilch-Allergene und Ei-Allergene [und andere?] über die Muttermilch übertragen werden und die stillende Mutter dann auch diese Risiko-Nahrungsmittel vermeiden sollte. Spätestens ab dem sechsten Lebensmonat sollte mit der Zufütterung begonnen werden. Für die Ernährung von Säuglingen und Kleinkindern, die entweder nicht gestillt werden können und ein erhöhtes Allergie-Risiko haben oder die unter Nahrungsmittelallergien leiden, gibt es eine Reihe von Spezialprodukten. Hypoallergene Formula Nahrung (oder HA-Nahrung) besteht aus stark hydrolysierten Molken- oder Vollmilchproteinen. Hier liegen sämtliche Proteine nur noch in sehr kleinen Bruchstücken vor, die von IgE-Antikörpern nicht mehr erkannt werden können und somit auch keine allergischen Reaktionen mehr auslösen können. Ein Nachteil von hydrolysierten Babynahrungen ist ihr sehr bitterer Geschmack.
Die Möglichkeit, Kuhmilch zu vermeiden, bietet Babynahrung auf Basis von Soja-Proteinen oder auf Basis von Reis-Proteinen. Nahrungen auf Soja-Basis sind jedoch ebenfalls sehr allergisierend und enthalten zusätzlich Phytosterole, die andere unerwünschte Wirkungen haben können. Nahrungen auf Soja-Basis sind deshalb für Säuglinge, insbesondere bei erhöhtem Allergie-Risiko, nicht empfehlenswert, 20–30 % der Säuglinge, die eine Kuhmilchallergie haben, haben gleichzeitig eine Sojamilchunverträglichkeit.
Die meisten Kinder „wachsen“ aus der Nahrungsmittelallergie bis zu ihrem 5. Lebensjahr heraus. Da diese Kinder aber offensichtlich eine Prädisposition für allergische Erkrankungen haben, kann es dann oft zu neuen Sensibilisierungen kommen, zum Beispiel gegen Pollenallergene, die sich dann auch in anderen Krankheitsformen (Asthma bronchiale, allergische Rhinitis) äußern können. Dieses Phänomen wird auch mit allergic march bezeichnet.

## Nahrungsmittelallergien im Jugend- und Erwachsenenalter
Nahrungsmittelallergien im Jugend- und Erwachsenenalter sind häufig keine genuinen Allergien im Sinne einer ursprünglichen Sensibilisierung gegen bestimmte Nahrungsmittel. Vielmehr handelt es sich um sekundäre Nahrungsmittelallergien infolge von Kreuzallergien, bei denen die ursprüngliche Sensibilisierung gegen zum Beispiel ein Inhalationsallergen gerichtet ist. Als Beispiel dienen kann hier das orale Allergiesyndrom (OAS) bei Birkenallergikern, bei denen eine Sensibilisierung gegen das Hauptallergen im Birkenpollen vorliegt. Aufgrund der Kreuzreaktivität der Antikörper mit einem ähnlichen Protein, Mal 1 d, im Apfel können bei Birkenpollenallergikern auch beim Verzehr von Äpfeln allergische Symptome – typischerweise an der Mundschleimhaut – auftreten. Für eine Liste bekannter Kreuzallergien siehe den Abschnitt „Bekannte Kreuzallergien“ im Artikel „Kreuzallergie“.
Dennoch gibt es auch im Jugend- und Erwachsenenalter „echte“ Sensibilisierungen gegen Nahrungsmittel. Besonders schwerwiegend ist die Erdnussallergie (lat. Arachis hypogaea). Hier kann es besonders häufig durch Erdnussallergene zu heftigen allergischen Reaktionen und zum anaphylaktischen Schock kommen. Deshalb muss auf Lebensmitteln deklariert werden, wenn Erdnüsse enthalten sind. Es ist oft nicht auf den ersten Blick ersichtlich, ob ein Lebensmittel Erdnüsse bzw. Erdnussbutter enthält (Eiscremes, Dessertcremes, Müsli-Mischungen, Schoko-Riegel etc.).

## Physiologie
Die echte Lebensmittelallergie (auch Lebensmittelhypersensitivität) beruht auf einer Antigen-Antikörper-Reaktion. Sie ist eine Überreaktion des Immunsystems gegen natürliche und harmlose Lebensmittelbestandteile. Auslöser sind Proteine oder Glykoproteine mit einem Molekulargewicht von 19 bis 90 kDa. Bei der Typ I Reaktion (auch Soforttyp-Reaktion) treten IgE auf. Es handelt sich um die „echte“ Lebensmittelallergie. Antikörperabhängige zytotoxische Überempfindlichkeit sind allerge Reaktionen des Typ II. Bei Typ III (auch Immunkomplexreaktion) sind die Immunglobulinklasse G und M involviert. Mit dem Reaktionstyp IV wird die Kontaktallergie beschrieben, die auf der Ausbildung immunreaktiver Lymphozyten basiert.
In einer Studie an Mäusen konnte erstmals gezeigt werden, dass die Resorption der unverdauten Nahrungsproteine hauptsächlich über den Chylomikronen-Transport geschieht, insbesondere wenn die Nahrung viel Triglyzeride enthält, wie z. B. bei Erdnüssen, Eiern und Milch. Zusätzlich besitzen Protein-Antigene entsprechende Emulgator-Eigenschaften, wodurch sie eine hohe Affinität zu Chylomikronen haben.

## Auslöser
Grundsätzlich kann jedes Lebensmittel – bzw. dessen Inhaltsstoffe – allergen wirken, jedoch sind die allergischen Potenziale unterschiedlich.
Die EU-Richtlinie 2007/68/EG vom 27. November 2007 schreibt vor, dass folgende 14 Zutaten (und daraus gewonnene Erzeugnisse) als mögliche Auslöser von Lebensmittelallergien und -unverträglichkeiten auf verpackten Lebensmitteln angegeben werden müssen, da sie am häufigsten zu Reaktionen vom so genannten Soforttyp führen:
1. Eier
2. Erdnüsse
3. Fische
4. Krebstiere
5. Lupinen
6. Milch (einschließlich Laktose)
7. Schalenfrüchte, d. h. Mandeln, Haselnüsse, Walnüsse, Cashewnüsse, Pekannüsse, Paranüsse, Pistazien, Makadamianüsse und Queenslandnüsse
8. Glutenhaltige Getreide (z. B. Weizen, Roggen, Gerste, Hafer, Dinkel)
9. Schwefeldioxid und Sulfite in Konzentrationen von mehr als 10 mg/kg oder 10 mg/l, ausgedrückt als SO2.
10. Sellerie
11. Senf
12. Sesamsamen
13. Sojabohnen
14. Weichtiere (z. B. Muscheln, Schnecken, Tintenfische)

## Symptome und Beschwerden
Das Ausmaß der allergischen Reaktion kann interindividuell stark variieren. Nahrungsmittelallergien äußern sich in Reaktionen der Schleimhaut, zum Beispiel in Form von Schleimhautschwellungen im gesamten Mund-, Nasen- (allergische Rhinitis) und Rachenraum und Anschwellen der Zunge. Symptome im Magen-Darm-Bereich sind z. B. Übelkeit, Erbrechen, Blähungen und Durchfall. Nahrungsmittelallergien können aber auch zu Reaktionen der Atemwege mit Verengung der Bronchien (allergisches Asthma) und der Haut (atopisches Ekzem, Juckreiz und Nesselsucht) führen. Im Extremfall kann es zu einem lebensbedrohlichen anaphylaktischen Schock kommen.

## Diagnose
Die einfachste und effektivste Methode ist das Führen eines Ernährungs- und Beschwerdentagebuches, mit dessen Hilfe der zeitliche Zusammenhang zwischen Aufnahme der potenziell unverträglichen Nahrungsmittels und den Symptomen aufgedeckt werden kann. Am besten geht man von einer Basisdiät mit einigen – vermutlich verträglichen – Lebensmitteln aus und erweitert die Ernährung alle paar Tage um ein weiteres Lebensmittel. Mit dieser Methode können andere, nicht-immunologische Nahrungsmittelreaktionen (z. B. Nahrungsmittel-Intoleranzen) zwar nicht abgegrenzt, aber doch erfasst werden.
Wird ein bestimmtes Lebensmittel als unverträglich bzw. allergen verdächtigt, sollte eine mehrwöchige Ausschlussdiät (auch Eliminationsdiät) mit Nahrungsmittelkarenz sowie einer anschließenden Provokationsdiät erfolgen. Ausschlussdiät und Provokationsdiät werden für die einzelnen Lebensmittel jeweils nacheinander durchgeführt, z. B. Milch, Schalentiere etc. Eine andere empfohlene Methode ist eine Rotationsdiät, bei der potenziell allergieauslösende Lebensmittel in einem bestimmten Turnus gegessen werden.
Weitere ärztliche Diagnoseverfahren:
- Hauttests mit verschiedenen Nahrungsmittelextrakten (z. B. Prick-Test)
- Bestimmung des Gesamt-IgE im Serum
- Bestimmung von allergenspezifischen IgE-Antikörpern im Serum (z. B. RAST-Test)
- Bestimmung von allergenspezifischen IgE-Antikörpern in verschiedenen Abschnitten des Verdauungstraktes (z. B. Gastrointestinale Lavage)
- Methylhistamin-Bestimmung im 24-Stunden-Urin während einer üblichen Ernährung und danach zum Vergleich während einer mehrtägigen, wenig allergenen Kartoffel-Reis-Diät (siehe unten).

Es gibt Anbieter von nicht geeigneten Testverfahren zum Nachweis von angenommenen Nahrungsmittelallergien. Beispielsweise ist ein IgG-Test nicht generell zur Diagnose einer Nahrungsmittelallergie geeignet. Der IGeL-Monitor des MDS (Medizinischer Dienst des Spitzenverbandes Bund der Krankenkassen) bewertet die Immunglobulin-G-Bestimmung zur Diagnose einer Nahrungsmittelallergie als „negativ“. Nach der Auswertung der wissenschaftlichen Literatur zeigten sich keine Hinweise auf einen Nutzen, da eine hohe Konzentration an IgG nicht mit Allergie-Symptomen einhergehe. Zudem sei für Allergien ein anderer Typ von Immunglobulinen verantwortlich. Gleichzeitig gebe es Hinweise auf erhebliche Schäden, falls der Test zu einer unnötigen Einschränkung der Ernährung oder im Extremfall sogar zu einer Mangelernährung führe. ALlergologenverbände sowie das Deutsche Ärzteblatt sind diesbezüglich ebenfalls kritisch (siehe auch ALCAT-Test).

## Vorbeugung
Zur Vorbeugung von Lebensmittelallergien ist es sinnvoll, nicht zu oft und vor allem nicht täglich die gleichen Lebensmittel zu essen. Grundsätzlich ist bei Allergien der häufige Kontakt ein weitverbreiteter Auslöser. Zum Beispiel sollte nicht jeden Tag die gleiche Gemüsemischung in Salaten gegessen werden, weil hier viele potenziell allergieauslösende Stoffe zusammen aufgenommen werden.
Stillen ist eine gute vorbeugende Maßnahme. Kinder, die ausschließlich gestillt werden, leiden deutlich seltener an Nahrungsmittelallergien als Kinder, die nicht gestillt wurden.

## Verbreitung
Bei Erwachsenen treten Nahrungsmittel-Allergien in etwa 1 bis 5 % der Fälle auf, bei Kindern etwas öfter mit etwa 5 bis 10 %. Nahrungsmittelintoleranzen kommen mit durchschnittlich etwa 30 % hingegen deutlich öfter vor. Allergien gegen Nüsse sind dabei sehr häufig. Dies hängt mit der Resistenz gegenüber der menschlichen Verdauung und der Thermostabilität einiger Speicherproteine zusammen.

## Gesetzgebung

### Lebensmittelüberwachung
Die behördliche Lebensmittelüberwachung kontrolliert die Kennzeichnung auf den Etiketten und führt bei begründetem Verdacht auch Laboranalysen durch. Mittels ELISA lassen sich allergene Proteine direkt nachweisen. Alternativ kann durch die PCR ein indirekter Nachweis der DNA erfolgen, aus der Proteine synthetisiert werden (Zentrales Dogma der Molekularbiologie). Die Interpretation der Ergebnisse durch Sachverständige ist erschwert, da verbindliche Schwellenwerte fehlen.

### Kennzeichnung
Seit dem Inkrafttreten der Lebensmittelinformationsverordnung müssen die oben aufgeführten allergenen Lebensmittel zwingend im Zutatenverzeichnis genannt werden, sobald sie als Zutat enthalten sind. Die kennzeichnungspflichtigen allergenen Zutaten müssen bei Ware in Fertigpackung im Zutatenverzeichnis durch einen Schriftsatz hervorgehoben werden, etwa durch die Schriftart, den Schriftstil oder die Hintergrundfarbe. Ist kein Zutatenverzeichnis vorgesehen, so muss die Angabe mit dem Wort „Enthält“ gemacht werden. Für ungewollte Kreuzkontamination existiert keine Regelung. Die Spurenkennzeichnung erfolgt im Sinne der Produkthaftung freiwillig durch den Lebensmittelunternehmer.
In der Gastronomie müssen die Informationen über die allergenen Stoffe auf einer schriftlichen Dokumentation beruhen. Zudem muss stets ein geschulter Mitarbeiter mündliche Auskunft geben können. Des Weiteren können die Allergene auf der Speisekarte mittels Codes, Farben oder Piktogrammen gekennzeichnet werden.